# Europese kampioenschappen kunstschaatsen 1973
De Europese Kampioenschappen kunstschaatsen zijn wedstrijden die samen een jaarlijks terugkerend evenement vormen, georganiseerd door de Internationale Schaatsunie (ISU).
De kampioenschappen van 1973 vonden plaats van 6 tot en met 11 februari in Keulen. Het was de eerste keer dat de EK kampioenschappen hier plaatsvonden. Het was de veertiende keer dat een EK kampioenschap in (West-)Duitsland plaatsvond, eerder waren ook Hamburg (1891), Berlijn (1893, 1900, 1907, 1910, 1930, 1936, 1961), Bonn (1905), Triberg im Schwarzwald (1925), Dortmund (1953) en Garmisch-Partenkirchen (1960, 1969) gaststad voor een EK.
Voor de mannen was het de 65e editie, voor de vrouwen en paren was het de 37e editie en voor de ijsdansers de 20e editie.

## Historie
De Duitse en Oostenrijkse schaatsbond, verenigd in de "Deutscher und Österreichischer Eislaufverband", organiseerden zowel het eerste EK Schaatsen voor mannen als het eerste EK Kunstschaatsen voor mannen in 1891 in Hamburg, in toen nog het Duitse Keizerrijk, nog voor het ISU in 1892 werd opgericht. De internationale schaatsbond nam in 1892 de organisatie van het EK kunstschaatsen over. In 1895 werd besloten voortaan het WK kunstschaatsen te organiseren en kwam het EK te vervallen. In 1898, na twee jaar onderbreking, vond toch weer een herstart plaats van het EK kunstschaatsen.
De vrouwen en paren zouden vanaf 1930 jaarlijks om de Europese titel strijden. De ijsdansers streden vanaf 1954 om de Europese titel in het kunstschaatsen.

## Deelname
Er namen deelnemers uit zeventien landen deel aan deze kampioenschappen. Zij vulden het aantal van 72 startplaatsen in de vier disciplines in.
Voor Nederland nam Dianne de Leeuw voor de derde keer deel in het vrouwentoernooi en maakten Rob Ouwerkerk (in het mannentoernooi) en Sophie Verlaan (in het vrouwentoernooi) hun debuut op het EK.
(Tussen haakjes het totaal aantal startplaatsen over de disciplines.)
| Sovjet-Unie (11) Verenigd Koninkrijk (8) West-Duitsland (7) Tsjecho-Slowakije (6) Frankrijk (5) Duitse Democratische Republiek (5) | Polen (5) Zwitserland (5) Italië (4) Oostenrijk (4) Hongarije (3) Nederland (3) | Joegoslavië (2) Denemarken (1) Finland (1) Roemenië (1) Zweden (1) |

## Medaille verdeling
Bij de mannen prolongeerde Ondrej Nepela de Europese titel, het was de vijfde titel oprij. Het was zijn achtste medaille, van 1966-1968 werd hij derde. De nummer twee van 1971 en 1972, Sergei Chetverukhin, eindigde ook dit jaar op plaats twee, het was zijn vierde medaille, in 1969 werd hij derde. De nummer drie, Jan Hoffmann, stond voor de eerste keer op het erepodium bij de Europese Kampioenschappen kunstschaatsen.
Bij de vrouwen stond voor de derde keer, na 1947 en 1953, een volledig nieuw trio op het erepodium. Christine Errath werd de 18e vrouw en de tweede Oost-Duitse die de Europese titel veroverde. De Britse Jean Scott werd tweede en Karin Iten op plaats drie was de eerste Zwitserse vrouw die op het Europees erepodium plaatsnam.
Bij de paren werden Irina Rodnina / Aleksandr Zajtsev het zeventiende paar en het derde Sovjet paar die de Europese titel veroverden. Voor Rodnina was het haar vijfde titel oprij, van 1969-1972 werd ze kampioen met Aleksej Oelanov als schaatspartner. Aleksej Oelanov eindigde dit jaar met zijn nieuwe schaatspartner Ljoedmila Smirnova op de tweede plaats. Voor Smirnova was het de vierde opeenvolgende jaar dat ze op plaats twee plaats nam, van 1970-1972 stond ze hier met Andrej Soerajkin. Het West-Duitse paar Almut Lehmann / Herbert Wiesinger op plaats drie stonden voor het eerst op het erepodium bij het EK Kunstschaatsen.
Bij het ijsdansen veroverde het Sovjet paar Lyudmila Pakhomova / Alexandr Gorshkov voor de derde keer de Europese titel, in 1970 en 1971 deden ze dit eerder. Ze stonden voor de vijfde keer op het erepodium, in 1972 werden ze tweede en in 1969 werden ze derde. De kampioenen van 1972, het West-Duitse paar Angelika Buck / Erich Buck, eindigden dit jaar op plaats twee, zij stonden voor de vierde keer op het erepodium, in 1970 en 1971 werden ze ook tweede. Het Britse paar Hilary Green / Glyn Watts op plaats drie stond voor het eerst op het erepodium bij het EK Kunstschaatsen.
| Discipline | Goud                                   | Zilver                               | Brons                             |
| ---------- | -------------------------------------- | ------------------------------------ | --------------------------------- |
| Mannen     | Ondrej Nepela                          | Sergei Chetverukhin                  | Jan Hoffmann                      |
| Vrouwen    | Christine Errath                       | Jean Scott                           | Karin Iten                        |
| Paren      | Irina Rodnina / Aleksandr Zajtsev      | Ljoedmila Smirnova / Aleksej Oelanov | Almut Lehmann / Herbert Wiesinger |
| IJsdansen  | Lyudmila Pakhomova / Alexandr Gorshkov | Angelika Buck / Erich Buck           | Hilary Green / Glyn Watts         |

## Uitslagen
| #      | naam (deelname)         | land                                    | pc |
| ------ | ----------------------- | --------------------------------------- | -- |
| Goud   | Ondrej Nepela (9)       | Vlag van Tsjechië                       |    |
| Zilver | Sergei Chetverukhin (9) | Vlag van Sovjet-Unie                    |    |
| Brons  | Jan Hoffmann (5)        | Vlag van Duitse Democratische Republiek |    |
| 4      | John Curry (4)          | Vlag van Verenigd Koninkrijk            |    |
| 5      | Sergei Volkov (5)       | Vlag van Sovjet-Unie                    |    |
| 6      | Yuri Ovchinnikov (5)    | Vlag van Sovjet-Unie                    |    |
| 7      | Laszlo Vajda (4)        | Vlag van Hongarije                      |    |
| 8      | Jacques Mrozek (5)      | Vlag van Frankrijk                      |    |
| 9      | Daniel Honer (7)        | Vlag van Zwitserland                    |    |
| 10     | Zdenek Pazdirek (4)     | Vlag van Tsjechië                       |    |
| 11     | Frantisek Pechar        | Vlag van Tsjechië                       |    |
| 12     | Erich Reifschneider     | Vlag van Duitsland                      |    |
| 13     | Günther Hilgarth (2)    | Vlag van Oostenrijk                     |    |
| 14     | Michael Fish            | Vlag van Verenigd Koninkrijk            |    |
| 15     | Robin Cousins           | Vlag van Verenigd Koninkrijk            |    |
| 16     | Jacek Tascher           | Vlag van Polen (1928-1980)              |    |
| 17     | Rolando Bragaglia       | Vlag van Italië                         |    |
| 18     | Gheorghe Fazekas (5)    | Vlag van Roemenië (1965-1989)           |    |
| 19     | Rob Ouwerkerk           | Vlag van Nederland                      |    |
| 20     | Silvo Svajger (2)       | Vlag van Joegoslavië (1943-1992)        |    |

| #      | naam (deelname)         | land                                    | pc     |
| ------ | ----------------------- | --------------------------------------- | ------ |
| Goud   | Christine Errath (4)    | Vlag van Duitse Democratische Republiek |        |
| Zilver | Jean Scott (3)          | Vlag van Verenigd Koninkrijk            |        |
| Brons  | Karin Iten (2)          | Vlag van Zwitserland                    |        |
| 4      | Liana Drahová (5)       | Vlag van Tsjechië                       |        |
| 5      | Gertie Schanderl (2)    | Vlag van Duitsland                      |        |
| 6      | Dianne de Leeuw (3)     | Vlag van Nederland                      |        |
| 7      | Maria McLean (2)        | Vlag van Verenigd Koninkrijk            |        |
| 8      | Anett Pötzsch           | Vlag van Duitse Democratische Republiek |        |
| 9      | Cinzia Frosio (4)       | Vlag van Italië                         |        |
| 10     | Sonja Balun (3)         | Vlag van Oostenrijk                     |        |
| 11     | Marina Sanaia (2)       | Vlag van Sovjet-Unie                    |        |
| 12     | Marie-Claude Bierre (3) | Vlag van Frankrijk                      |        |
| 13     | Susanne Altura          | Vlag van Oostenrijk                     |        |
| 14     | Tatiana Oleneva         | Vlag van Sovjet-Unie                    |        |
| 15     | Liselotte Oberg         | Vlag van Zweden                         |        |
| 16     | Helena Gazvoda (3)      | Vlag van Joegoslavië (1943-1992)        |        |
| 17     | Manuele Bertele (2)     | Vlag van Italië                         |        |
| 18     | Tarja Nasi              | Vlag van Finland (1918-1978)            |        |
| 19     | Sophie Verlaan          | Vlag van Nederland                      |        |
| 20     | Urszula Zielinska (2)   | Vlag van Polen (1928-1980)              |        |
| 21     | Agnes Eros              | Vlag van Hongarije                      |        |
| 22     | Hanne Jensen            | Vlag van Denemarken                     |        |
| -      | Donna Walter            | Vlag van Zwitserland                    | t.z.t. |

| #      | naam (deelname)                            | land                                    | pc |
| ------ | ------------------------------------------ | --------------------------------------- | -- |
| Goud   | Irina Rodnina (6) Aleksandr Zajtsev        | Vlag van Sovjet-Unie                    |    |
| Zilver | Ljoedmila Smirnova (4) Aleksej Oelanov (6) | Vlag van Sovjet-Unie                    |    |
| Brons  | Almut Lehmann (4) Herbert Wiesinger (7)    | Vlag van Duitsland                      |    |
| 4      | Manuela Groß (5) Uwe Kagelmann (5)         | Vlag van Duitse Democratische Republiek |    |
| 5      | Irina Cherniaeva (2) Vasili Blagov (2)     | Vlag van Sovjet-Unie                    |    |
| 6      | Romy Kermer Rolf Osterreich (3)            | Vlag van Duitse Democratische Republiek |    |
| 7      | Karin Kunzle (4) Christian Kunzle (4)      | Vlag van Zwitserland                    |    |
| 8      | Florence Cahn (3) Jean-Roland Racle (4)    | Vlag van Frankrijk                      |    |
| 9      | Ursula Nemec (2) Michael Nemec (2)         | Vlag van Oostenrijk                     |    |
| 10     | Teresa Skrzek (3) Piotr Sczypa (8)         | Vlag van Polen (1928-1980)              |    |
| 11     | Corinna Halke (2) Eberhard Rausch (4)      | Vlag van Duitsland                      |    |
| 12     | Ilona Urbanova Ales Zach                   | Vlag van Tsjechië                       |    |

| #      | naam (deelname)                                | land                         | pc |
| ------ | ---------------------------------------------- | ---------------------------- | -- |
| Goud   | Lyudmila Pakhomova (8) Aleksandr Gorschkow (7) | Vlag van Sovjet-Unie         |    |
| Zilver | Angelika Buck (7) Erich Buck (7)               | Vlag van Duitsland           |    |
| Brons  | Hilary Green (4) Glyn Watts (4)                | Vlag van Verenigd Koninkrijk |    |
| 4      | Janet Sawbridge (10) Peter Dalby (3)           | Vlag van Verenigd Koninkrijk |    |
| 5      | Tatiana Voitiuk (5) Viacheslav Zhigalin (5)    | Vlag van Sovjet-Unie         |    |
| 6      | Diana Skotnicka (3) Martin Skotnicky (3)       | Vlag van Tsjechië            |    |
| 7      | Irina Moiseeva Andrei Minenkov                 | Vlag van Sovjet-Unie         |    |
| 8      | Matilde Ciccia (4) Lamberto Ceserani (4)       | Vlag van Italië              |    |
| 9      | Rosalind Druce (2) David Barker (2)            | Vlag van Verenigd Koninkrijk |    |
| 10     | Krisztina Regoczy (4) Andras Sallay (4)        | Vlag van Hongarije           |    |
| 11     | Anne-Claude Wolfers (3) Roland Mars (3)        | Vlag van Frankrijk           |    |
| 12     | Teresa Weyna (6) Pietr Bojanczyk (6)           | Vlag van Polen (1928-1980)   |    |
| 13     | Sylvia Fuchs (3) Michael Fuchs (3)             | Vlag van Duitsland           |    |
| 14     | Astrid Kopp (4) Axel Kopp (4)                  | Vlag van Duitsland           |    |
| 15     | Ewa Kolodziej (3) Tadeusz Gora (3)             | Vlag van Polen (1928-1980)   |    |
| 16     | Gerda Buhler Mathis Bachi                      | Vlag van Zwitserland         |    |
| 17     | Claude Couste (2) Eric Couste                  | Vlag van Frankrijk           |    |

Medaillewinnaars

Mannen · 
Vrouwen ·
Paren · 
IJsdansen

Toernooi

1891 · 
1892 · 
1893 · 
1894 · 
1895 · 
1896-1897 · 
1898 · 
1899 · 
1900 · 
1901 · 
1902-1903 · 
1904 · 
1905 · 
1906 · 
1907 · 
1908 · 
1909 · 
1910 · 
1911 · 
1912 · 
1913 · 
1914 · 
1915-1921 · 
1922 · 
1923 · 
1924 · 
1925 · 
1926 · 
1927 · 
1928 · 
1929 · 
1930 · 
1931 · 
1932 · 
1933 · 
1934 · 
1935 · 
1936 · 
1937 · 
1938 · 
1939 ·
1940-1946 · 
1947 · 
1948 · 
1949 · 
1950 · 
1951 · 
1952 · 
1953 · 
1954 · 
1955 · 
1956 · 
1957 · 
1958 · 
1959 · 
1960 · 
1961 · 
1962 · 
1963 · 
1964 · 
1965 · 
1966 · 
1967 · 
1968 · 
1969 · 
1970 · 
1971 · 
1972 · 
1973 · 
1974 · 
1975 · 
1976 · 
1977 · 
1978 · 
1979 · 
1980 · 
1981 · 
1982 · 
1983 · 
1984 · 
1985 · 
1986 · 
1987 · 
1988 · 
1989 · 
1990 · 
1991 · 
1992 · 
1993 · 
1994 · 
1995 ·
1996 · 
1997 · 
1998 · 
1999 · 
2000 · 
2001 · 
2002 · 
2003 · 
2004 · 
2005 · 
2006 ·
2007 ·
2008 ·
2009 ·
2010 ·
2011 ·
2012 ·
2013 ·
2014 ·
2015 ·
2016 ·
2017 ·
2018 ·
2019 ·
2020 ·
2021 · 
2022 · 
2023 · 
2024 · 
2025

WK kunstschaatsen ·
WK kunstschaatsen junioren ·
Viercontinentenkampioenschap ·
Olympische Spelen